# Geochelone burchardi
La tortuga terrestre de Tenerife o tortuga gegant de Tenerife (Geochelone burchardi) és una espècie extinta de tortuga criptodir de la família Testudinidae. Era endèmica de les illes Canàries, concretament de l'illa de Tenerife.

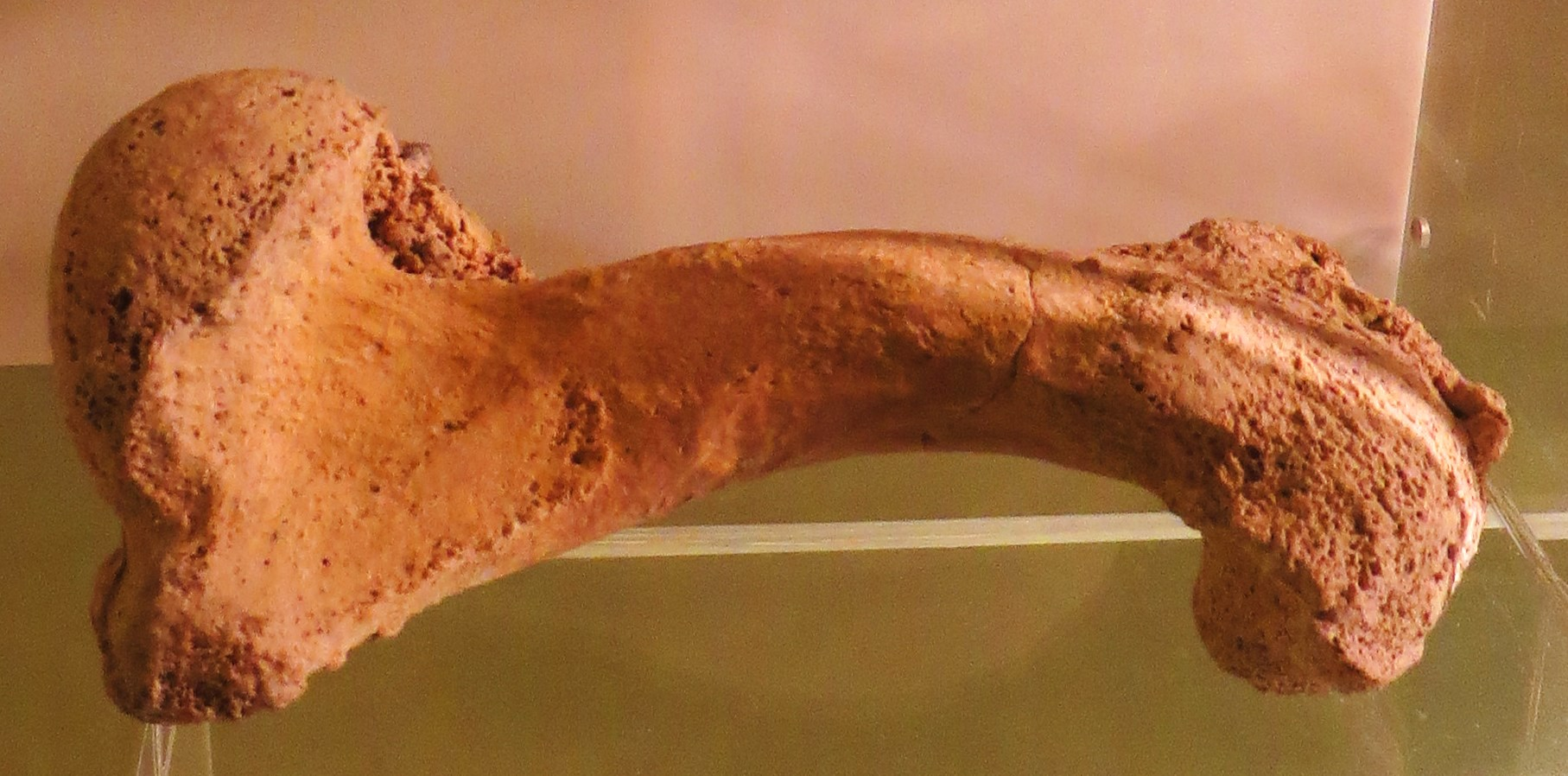
Resta ossi de Geochelone burchardi en el Museo de la Naturaleza y el Hombre de Santa Cruz de Tenerife.

Es tractava d'una tortuga terrestre de grans dimensions, similar a les que actualment es troben en alguns arxipèlags oceànics com les illes Galápagos a l'oceà Pacífic i les illes Seychelles a l'oceà Índic.
Les restes de Geochelone burchardi trobats a l'illa de Tenerife daten del Miocè. Es creu que va habitar l'illa fins al Plistocè superior i que la seva extinció es va deure a successos volcànics molt abans de l'arribada de l'ésser humà. En aquesta illa les restes més cèlebres són un niu amb ous fossilitzats que van ser trobats en un substrat volcànic al sud de Tenerife, en l'actual municipi d'Adeje. Si bé també s'han trobat restes d'ossos i closques. Aquesta espècie de tortuga gegant va ser descrita en 1926 per Ernst Ahl, sent la primera vegada que es descrivia una tortuga gegant endèmica de les illes Canàries.
A l'illa de Gran Canària va existir una altra espècie anomenada Geochelone vulcanica. Es pensa que d'ambdues espècies, Geochelone burchardi tenia una mida lleugerament més gran amb una longitud de closca d'aproximadament entre 65 i 94 cm, mentre que Geochelone vulcanica tenia una closca de 61 cm. Totes dues, tenen vincles amb les tortugues gegants terrestres del nord d'Àfrica, també pertanyents al gènere Geochelone. Per això es creu que els ancestres d'aquestes tortugues van poder arribar a les illes orientals de Canàries procedents d'aquest continent i progressivament es van desplaçar a les occidentals a mesura que la seva grandària també augmentava i la seva fisonomia evolucionava per adaptar-se a les condicions de l'arxipèlag.
A les illes de Fuerteventura i Lanzarote també han aparegut ous de dues espècies de tortugues gegants encara no prou identificades, aquestes daten del Mio-Pliocè. Els fòssils de Fuerteventura han estat vinculats a Geochelone burchardi, però aquesta identificació és incerta i ha estat qüestionada.